# Turrón de Agramunt

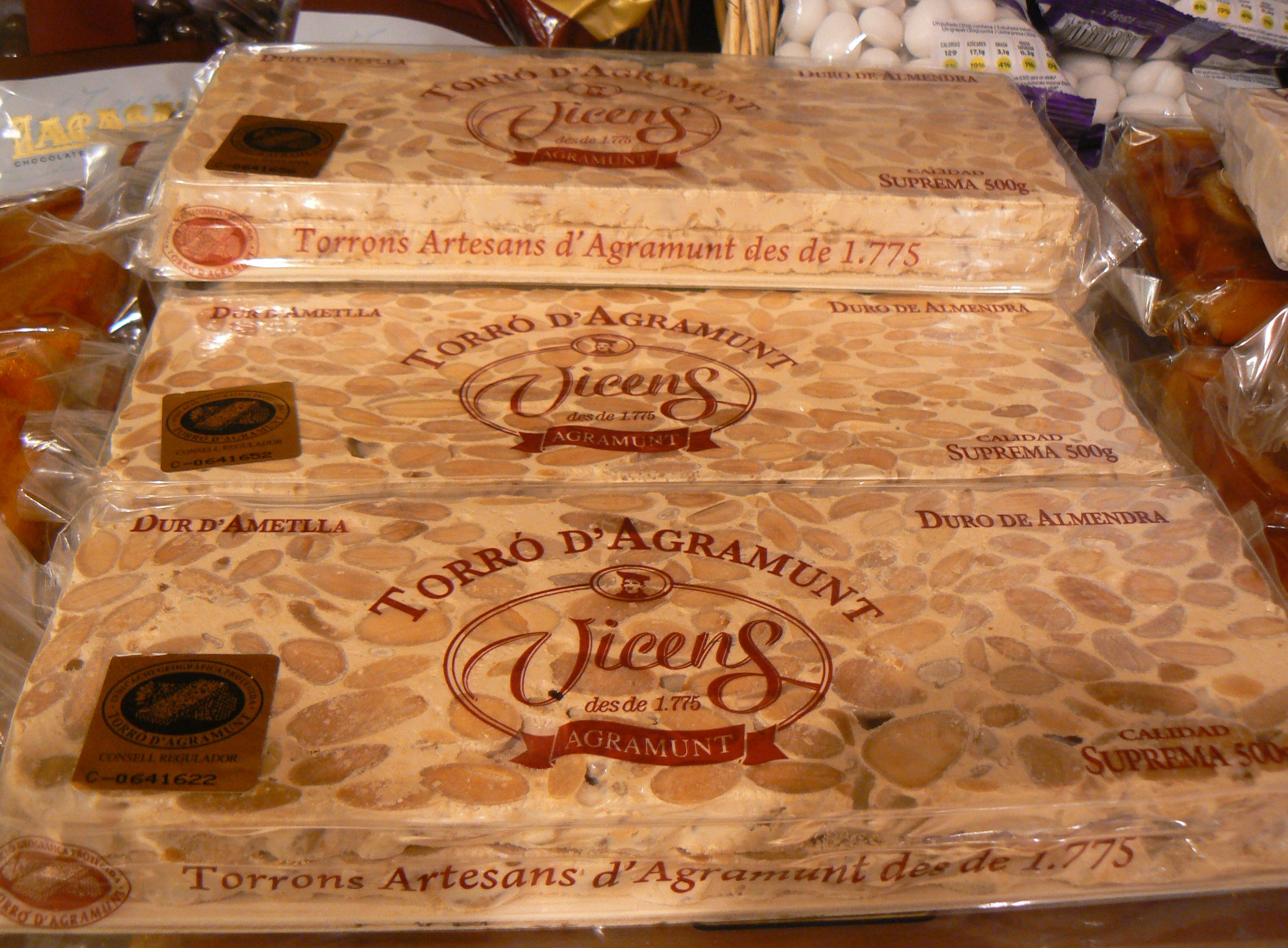
Turrón de Agramunt de la marca Torrons Vicens

El turrón de Agramunt es un turrón elaborado desde época medieval en el municipio de Agramunt (Lérida, España).
Sus ingredientes son avellanas o almendra, cuyos porcentajes mínimos varían según la categoría, azúcar, miel, pan de ángel y clara de huevo. Se comercializa en tortas de forma de disco o en tabletas rectangulares.
Se encuentra reconocido con la Indicación geográfica protegida desde 2001 e inscrito en el registro comunitario desde 2002.También cuenta con registro ante la Organización Mundial de la Propiedad Intelectual desde el 22 de junio de 2021.